# Bärskär
Bärskär är en ö i Finland. Den ligger i Skärgårdshavet och i kommunen Pargas i den ekonomiska regionen  Åboland i landskapet Egentliga Finland, i den sydvästra delen av landet. Ön ligger omkring 59 kilometer sydväst om Åbo och omkring 190 kilometer väster om Helsingfors.
Öns area är 16,5 hektar och dess största längd är 0,7 kilometer i öst-västlig riktning.